# Julius Chmel

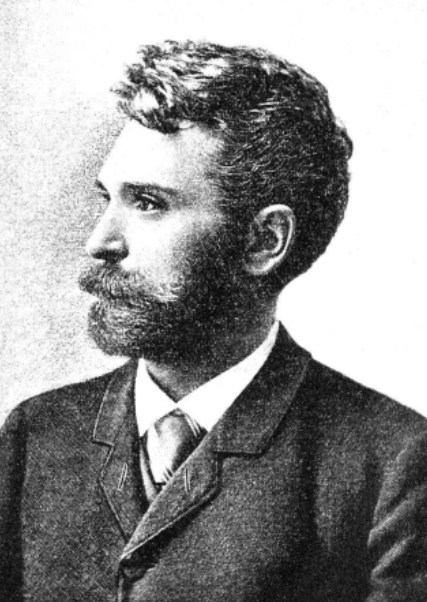
Julius Chmel (Österreichische Musik- und Theaterzeitung 1891)

Julius Chmel, auch Chmel-Traun (* 16. Mai 1854 Holitsch/Österreich-Ungarn (heute: Holíč/Slowakei); † Dezember 1939 in Wien) war ein österreichischer Sänger (Tenor und Bariton), Gesangslehrer sowie Musikverleger.

## Leben
Julius Chmel, aus einer alten Beamtenfamilie stammend, studierte an einer Handelsakademie und gründete in Wien ein Verlags- und Sortimentshaus. Außerdem studierte er in Wien Gesang bei Josephine Richter. Er trat als Konzert- und Oratoriensänger auf und führte eine eigene Kunst- und Musikalienhandlung in Wien. 1889 trat er in Bayreuth bei Konzerten in der Villa Wahnfried auf, die von Cosima Wagner veranstaltet wurden,  Auftritte in Salzburg, Innsbruck und Wien folgten. Chmel war darüber hinaus Gesangsprofessor in Wien und Passau.
Von 1900 bis 1904 wirkte er als Vorstandstellvertreter des Wiener Schubertbundes.
Seine Söhne waren der Komponist Ludwig Chmel sowie der Komponist und Schriftsteller Julius Chmel jr. (ca. 1878–1909).